# Atletica leggera ai XVII Giochi del Mediterraneo - Salto in lungo maschile
Le gare di atletica leggera nella categoria salto in lungo maschile si sono tenute il 29 giugno 2013 al Nevin Yanıt Atletizm Kompleksi di Mersin.

## Calendario
Fuso orario EET (UTC+3).
| Data      | Ora   | Turno  |
| --------- | ----- | ------ |
| 29 giugno | 19:15 | Finale |

## Risultati
Le 11 atlete partecipanti hanno diritto a tre salti. Le migliori otto ottengono tre ulteriori salti, il migliore dei quali viene registrato come risultato finale.

### Finale
| Pos | Atleta                      | Paese   | 1º   | 2º   | 3º   | 4º   | 5º   | 6º   | Risultato |
| --- | --------------------------- | ------- | ---- | ---- | ---- | ---- | ---- | ---- | --------- |
|     | Loúis Tsátoumas             | Grecia  | 8,14 | X    | X    | 8,04 | -    | X    | 8,14      |
|     | Georgios Tsakonas           | Grecia  | 7,97 | X    | X    | 7,91 | X    | X    | 7,97      |
|     | Emanuele Catania            | Italia  | 7,79 | X    | 7,90 | X    | 7,92 | X    | 7,92      |
| 4   | Nicolas Gomont              | Francia | X    | 7,87 | X    | 7,84 | 7,88 | 7,89 | 7,89      |
| 5   | Hicham Douiri               | Marocco | 7,37 | X    | 7,63 | 7,48 | 7,63 | X    | 7,63      |
| 6   | Alper Kulaksiz              | Turchia | 7,61 | 7,61 | 7,06 | X    | 7,48 | 7,60 | 7,61      |
| 7   | Mohamed Fathallah Dhifallah | Egitto  | 7,49 | X    | X    | X    | X    | X    | 7,49      |